# Ледыховка
Ледыховка (укр. Лідихівка) — село в Теофипольском районе Хмельницкой области Украины.
Население по переписи 2001 года составляло 279 человек. Почтовый индекс — 30623. Телефонный код — 3844. Занимает площадь 0,789 км². Код КОАТУУ — 6824783501.

## Местный совет
30623, Хмельницкая обл., Теофипольский р-н, с. Ледыховка, ул. Центральная, тел. 9-82-10; 9-82-41